# Portada/article novembre 29

## Futbol Club Barcelona
El Futbol Club Barcelona, popularment conegut com a Barça, és una entitat esportiva de Barcelona (Catalunya) fundada el 29 de novembre de 1899 per un grup de joves futbolistes suïssos, britànics i catalans encapçalats per Hans Gamper. A diferència de la majoria de clubs esportius professionals a tot el món, el Barça no és una societat anònima, és a dir, que la propietat del club recau en els seus 176.000 socis, fet que el converteix en el segon club de futbol amb més socis del món, després del Benfica i seguit pel Bayern de Múnic. Segons el rànquing històric de la IFFHS (Federació Internacional d'Història i Estadística del Futbol), és el millor club del món des de 1991, data en què aquest organisme començà a recollir estadístiques.